# レマヌ・ペレティ・マウガ
レマヌ・パレポイ・サイアレガ・"ペレティ"・マウガ（Lemanu Palepoi Sialega "Peleti" Mauga, 1949年1月1日 - ）は、アメリカ領サモアの政治家であり、2021年1月3日より 第8代アメリカ領サモア知事を務めている。民主党所属のマウガはアメリカ領サモア上院議員を務め、予算・歳出委員会と上院国土安全保障委員会の委員長に就任した。

## 生い立ちと教育
アメリカ領サモアのヌーウリで生まれる。アメリカ領サモア・コミュニティ・カレッジを経て、ハワイ大学マノア校で学士号を得た。2012年7月30日にサンディエゴ州立大学の行政学の修士号を得た。

## キャリア
マウガは20年以上にわたってアメリカ軍で勤務し、湾岸戦争でも働いた。最終階級は少佐であった.。退役後にマウガはアーミー・インストラクションズの長官となり、同時にアメリカ領サモアのJROTCとの活動も続けた。
またマウガはアメリカ領サモア政府の資産管理事務所ののチーフ・プロパティ・マネージャーとなった。2009年に彼はアメリカ領サモアの上院議員となった。

### 政界歴
2011年10月、アメリカ領サモア知事候補のロロ・マタラシ・モリガは2012年11月6日実施予定の知事選挙におけるランニングメイトの副知事候補としてマウガを指名した。当選したマウガは2013年から2021年まで副知事を務めた。
2020年のアメリカ領サモア知事選挙でマウガとランニングメイトのエレサロ・エールはそれぞれ知事と副知事に当選した。マウガは2021年1月に就任した。
再選をかけた2024年11月5日の知事選挙では得票率36.2％にとどまり、46.2％を獲得したプラーリイ・ニコラオ・プラー(Pulaalii Nikolao Pula)の後塵を拝した。しかし過半数には届かなかったため、両者が11月19日の決選投票に進出した。